# Shiwan-Brennofen
Der Shiwan-Brennofen (chinesisch 石灣窯 / 石湾窑, Pinyin Shíwān yáo, englisch Shiwan kiln) ist ein berühmter mingzeitlicher Keramikbrennofen in Shiwan 石灣 / 石湾, Stadtbezirk Chancheng, von Foshan in der südchinesischen Provinz Guangdong. Er soll auf die Zeit der Song- oder sogar der Tang-Dynastie zurückgehen.
Sein berühmtester Brennofen ist der Alte Nanfeng-Brennofen (南風古灶 / 南风古灶,  Nánfēng Gǔzào, englisch Nanfeng Ancient Kiln – „Alter Südwind-Brennofen“), bei dem es sich um einen Drachenbrennofen oder Drachenofen (龍窯 / 龙窑,  lóngyáo, englisch Dragon kiln) als Typ eines Hangofen handelt.

## Alter Nanfeng-Brennofen

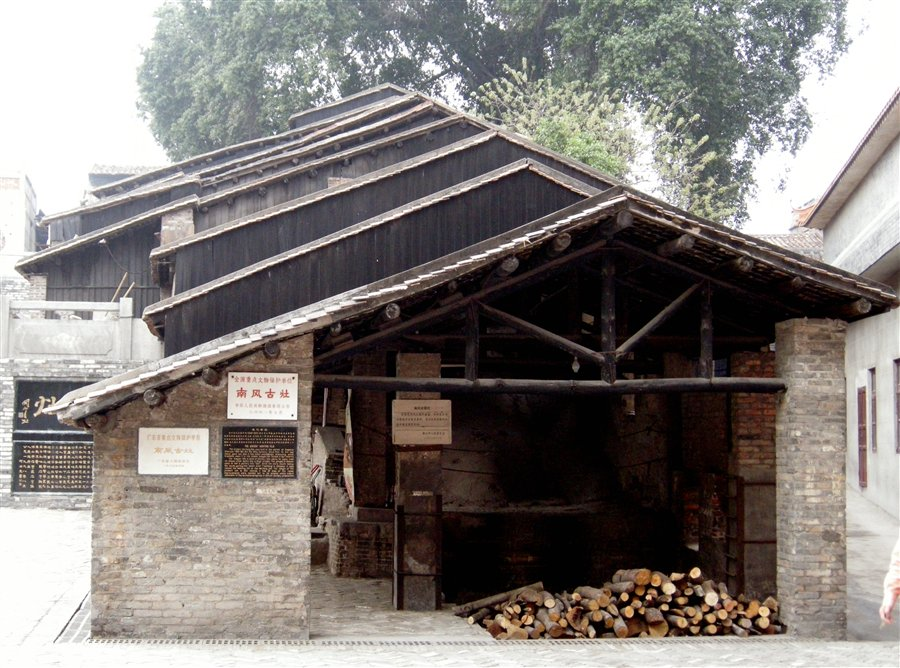
Der alte Nanfeng-Brennofen

Der alte Nanfeng-Brennofen wurde in der Zhengde-Ära (1506–1521) der Ming-Dynastie erbaut. Seit dieser Zeit ist sein Feuer nie erloschen und die Produktion erfolgte kontinuierlich, was selten zu sehen ist – es ist der älteste Drachenbrennofen Chinas. Der Drachenbrennofen ist ein bestimmter Brennofentyp, dessen Namen sich von seiner sich hangaufwärts erstreckenden Form herleitet, die dem Schwanz eines Drachen ähnlich ist. In dem Ort Shiwan wird ein Keramikbrennofen „zao“ (灶, Ofen) genannt, ansonsten heißt er auf Chinesisch üblicherweise „yao“ (窯 / 窑, Brennofen). Da die Öffnung des Brennofens in Richtung Süden zeigt, erhielt er den Namen „Südwind-Brennofen“ (Nanfeng heißt wörtl. auf Chinesisch „Südwind“) bzw. Nanfeng-Brennofen oder Nanfeng Zao. Der Brennofen ist 34,4 m lang, er hat 29 Reihen von Feuerlöchern, da technische Verbesserungen an dem Ofen durchgeführt wurden, ist er heute nicht mehr in seinem Originalzustand.
Der Alte Südwind-Brennofen steht seit 2001 auf der Liste der Denkmäler der Volksrepublik China (5-516).